# ويزلي ويلسون
ويزلي ويلسون (بالإنجليزية: Wesley Wilson) هو عازف جاز ومغني وكاتب أغاني أمريكي، ولد في 1 أكتوبر 1893 في جاكسونفيل في الولايات المتحدة، وتوفي في 10 أكتوبر 1958 في Cape May Court House, New Jersey ‏ في الولايات المتحدة بسبب سكتة.

## وصلات خارجية
- ويزلي ويلسون على موقع ميوزك برينز (الإنجليزية)
- ويزلي ويلسون على موقع قاعدة بيانات برودواي على الإنترنت (الإنجليزية)
- ويزلي ويلسون على موقع أول ميوزيك (الإنجليزية)
- ويزلي ويلسون على موقع ديسكوغز (الإنجليزية)